# Blome (niedersächsisch-dänisches Adelsgeschlecht)

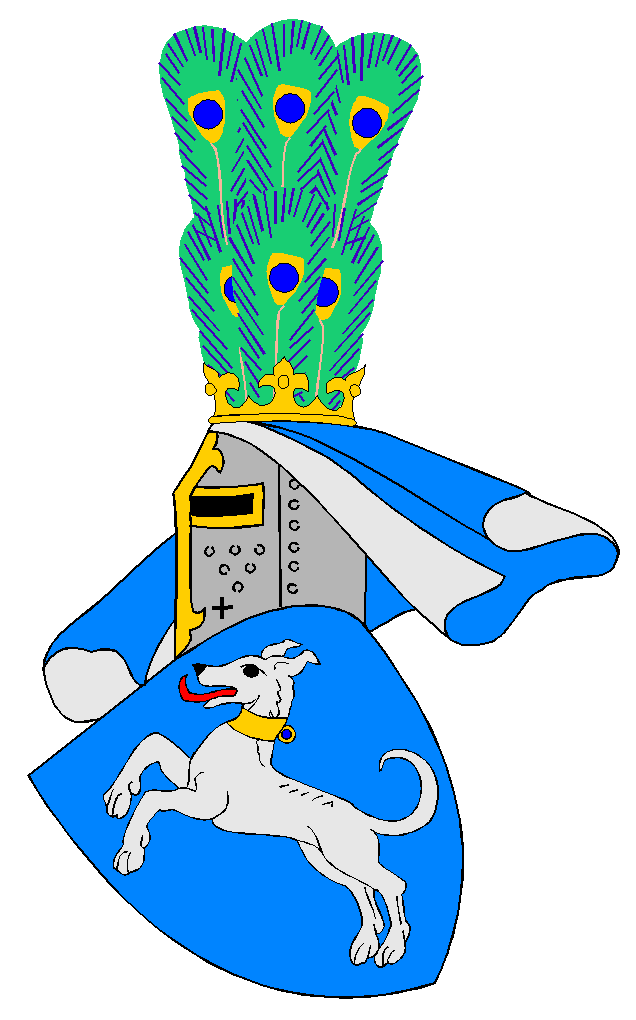
Wappen derer von Blome

Blome ist der Name eines ursprünglich niedersächsischen Adelsgeschlechts, das dem Calenberger Uradel entstammte und bereits um 1400 nach Holstein gelangte, später auch nach Schleswig und Dänemark. Es ist 1945 erloschen.

## Geschichte
Das Geschlecht erscheint urkundlich erstmals am 12. Dezember 1342 mit dem wunstorfer Knappen Thederich Blome, der 1361 in einer Urkunde des Klosters Wennigsen mit einem Windhund im Schild siegelt.
Mit Didrik Blome (Blum, Blumen), der um 1400 eine Schwadron Reiter aus Braunschweig nach Holstein geführt haben soll und in Holstein ansässig wurde, beginnt die ununterbrochene Stammreihe der Familie. Von 1413 bis 1420 war Didrik Amtmann zu Tondern in Schleswig und vermählte sich mit einer Tochter des Schack von Rantzow (Rantzau) aus der Schleswig-Holsteinischen Ritterschaft, in welche die Blome als Equites Originarii eintraten. Von den Nachkommen des Paares fielen die Brüder Hans von Blome auf Seedorf und Heinrich von Blome, Amtmann auf Schloss Gottorf, 1500 in der Schlacht bei Hemmingstedt. Hans von Blome, Herr auf Seedorf im Kreis Segeberg, Rat und Amtmann zu Hadersleben, und Dietrich von Blome, Herr auf Hornstorf (Groß Sarau), waren 1580 als Räte an dem Erbvergleich beteiligt, den König Friedrich II. von Dänemark mit Herzog Adolph I. in Holstein vornahm. Otto von Blome, 1640 herzoglicher Landrat, Hans von Blome, Ober-Landjägermeister, Wolff (Wulf) und Dietrich von Blome werden 1698 als dänische Geheime Räte und Ritter des Dannebrogordens aufgeführt. Die Blome wurden zu einem der angesehensten Geschlechter des Herzogtums Holstein und erwarben bedeutenden Grundbesitz. Bedeutende Häuser in Schleswig-Holstein wurden von den Blome erbaut, darunter Hagen, Heiligenstedten, Salzau und die Blomenburg.

Graf Otto von Blome (1795–1884)

Graf Otto von Blome (1795–1884) vereinigte schließlich mit einem Dutzend Gütern den gesamten Familienbesitz in seiner Hand. 1819 wurde er, gemeinsam mit seinem gleichnamigen Onkel Otto von Blome auf Heiligenstedten und Bahrenfleth, in den dänischen Lehnsgrafenstand erhoben. In Salzau erbaute er sich ab 1881 den selbst für einen großen Güterkomplex überdimensionierten Palast. Aus seiner zweiten Ehe, mit Prinzessin Klementine Bagration (1810–1829), stammte sein einziger Sohn Graf Gustav von Blome (1829–1906). Klementine war tatsächlich eine außereheliche Tochter der Fürstin Katharina Bagration mit dem österreichischen Staatskanzler Fürst Klemens Wenzel von Metternich. Der Sohn Gustav trat nach dem Schleswig-Holsteinischen Krieg 1848/1849 in österreichischen diplomatischen Dienst. Er verlegte seinen Wohnsitz nach Österreich-Ungarn, wo sein Vater und er Besitzungen erwarben, darunter die Burg Montpreis in der Untersteiermark (heute Planina pri Sevnici in der Gemeinde Šentjur, Slowenien). Er wurde 1857 katholisch und hatte zehn Kinder, unter anderen die Söhne Arnold (1861–1926) und Johannes/Hans (1867–1945), die einander im Besitz von Salzau folgten. Nach Arnolds Tod 1926 wurden die Schlösser Hagen, Heiligenstedten und Blomenburg verkauft. Mit Hans erlosch die Familie 1945 im Mannesstamm. Er hinterließ aus seiner Ehe mit der rumänischen Prinzessin Martha Stirbey, einer Enkelin des walachischen Fürsten Barbu Dimitrie Știrbei und Erbin eines Gutes im siebenbürgischen Voila, die einzige Tochter Josephine (1902–1984), die den Grafen Christian von Thun und Hohenstein heiratete. Nach der Enteignung von dessen böhmischem Gut Liblitz und von Voila im Jahr 1945 bewohnten sie für ein Jahr das Salzauer Schloss und danach ein Kavalierhaus. 1964 verkaufte Josephine Gräfin Thun geb. Gräfin Blome das Salzauer Gut und lebte in Deutschlandsberg (Steiermark).

### Adelserhebungen
In Dänemark kam die Familie teils im Lehnsgrafenstand, teils im Freiherrenstand vor.
Der Diplomat Otto von Blome (1770–1849), Herr auf Heiligenstedten, Bahrenfleth, Campen, Bekhof und Bekmünde, dänischer General-Lieutenant und Gesandter am kaiserlich russischen Hof, wurde zusammen mit seinem gleichnamigen Neffen Otto von Blome (1795–1884) auf Gut Salzau und Blomesche Wildnis, dänischer Kammerherr und Rittmeister, dem ältesten Sohn seines verstorbenen Bruders Friedrich von Blome, durch eine Resolution Königs Friedrich Vl. von Dänemark vom 11. September 1819 in den dänischen Lehnsgrafenstand erhoben.

### Besitzungen
Stammgüter
- Seedorf (Kreis Segeberg) (16. Jh.)
- Hornstorf (16. Jh.)

Güter des Otto Blome (1589–1645)
- Rastorf (verkauft 1616 an Dorothea von Ahlefeldt)
- Aschau (ab 1626)
- Deutsch-Nienhof (ab 1630)
- Dänisch-Nienhof
- Gut Kaltenhof (Dänischenhagen), 1638 bis 1738

Spätere Erwerbungen
- Gut Hagen (Propsteierhagen) bei Kiel kam durch Lucia von Pogwisch 1646 an ihren Mann Hinrich von Blome, sie ließen das Herrenhaus erbauen. 1814 in die Blome'sche Familienstiftung eingebracht (1932 aufgelöst und verkauft).
- Gut Heiligenstedten, 1691 bis 1926, mit den Marschgütern Bahrenfleth, Bekhof, Bekmünde und Blomesche Wildnis
- Gut Salzau, 18. Jahrhundert bis 1964, das Herrenhaus 1881 von Otto von Blome neu errichtet, 1964 verkauft.
- Gut Lammershagen, 1828 bis 1866
- Blomenburg in Selent, um 1845 als Jagdsitz zu Salzau errichtet, 1927 verkauft
- Burg Montpreis in der Untersteiermark (heute Planina pri Sevnici in der Gemeinde Šentjur, Slowenien)

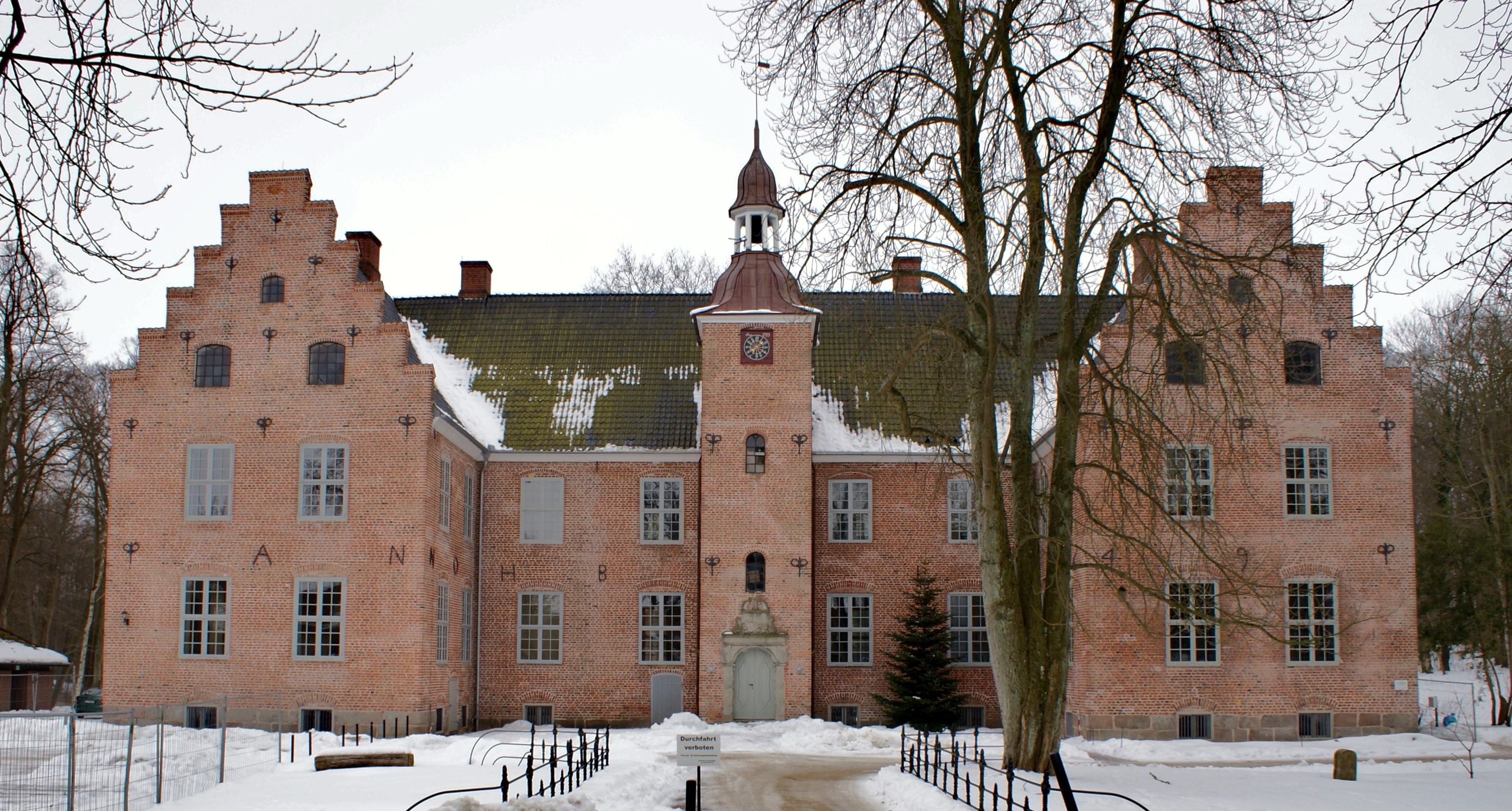
Gut Hagen (Propsteierhagen)
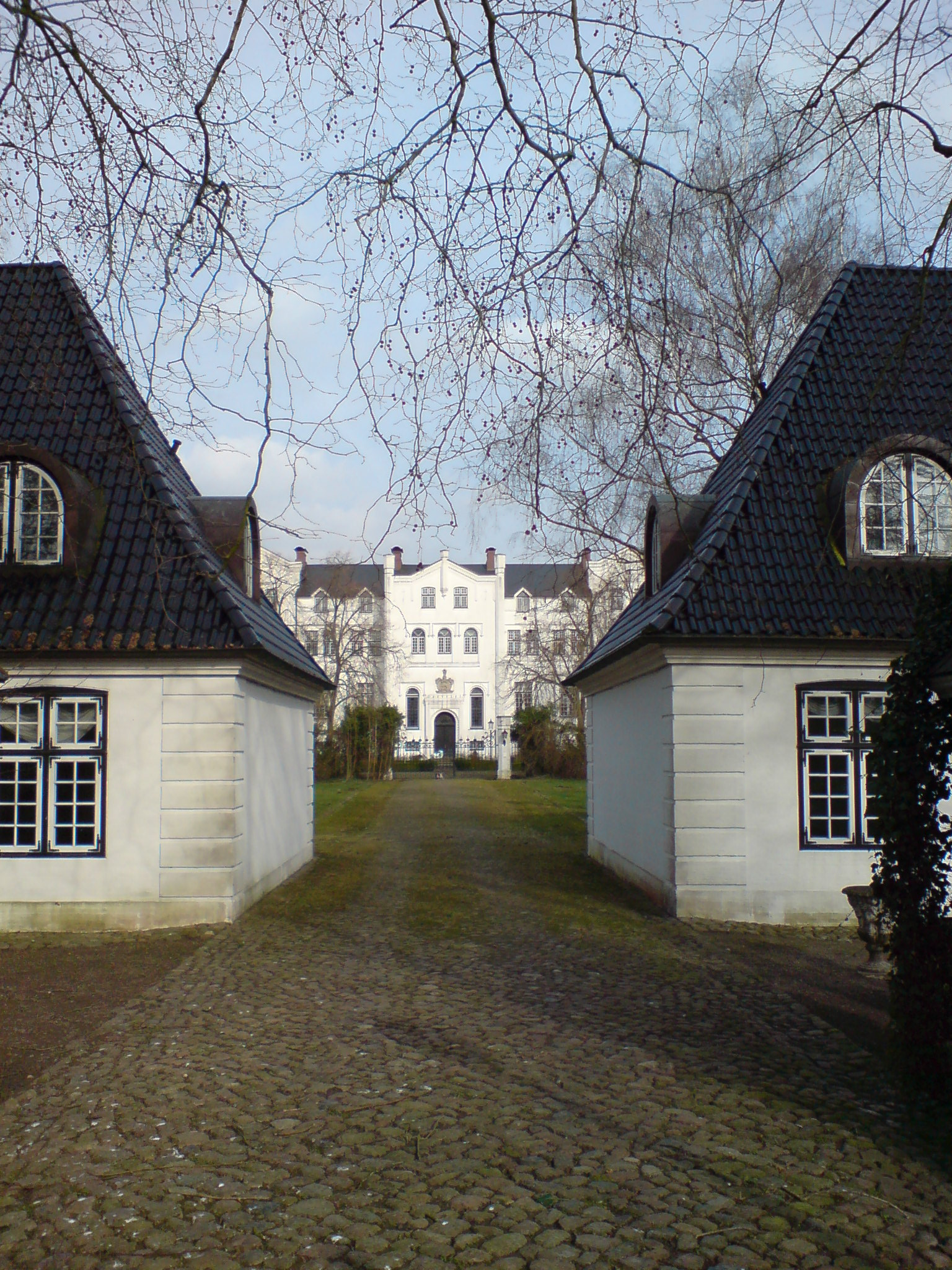
Gut Heiligenstedten
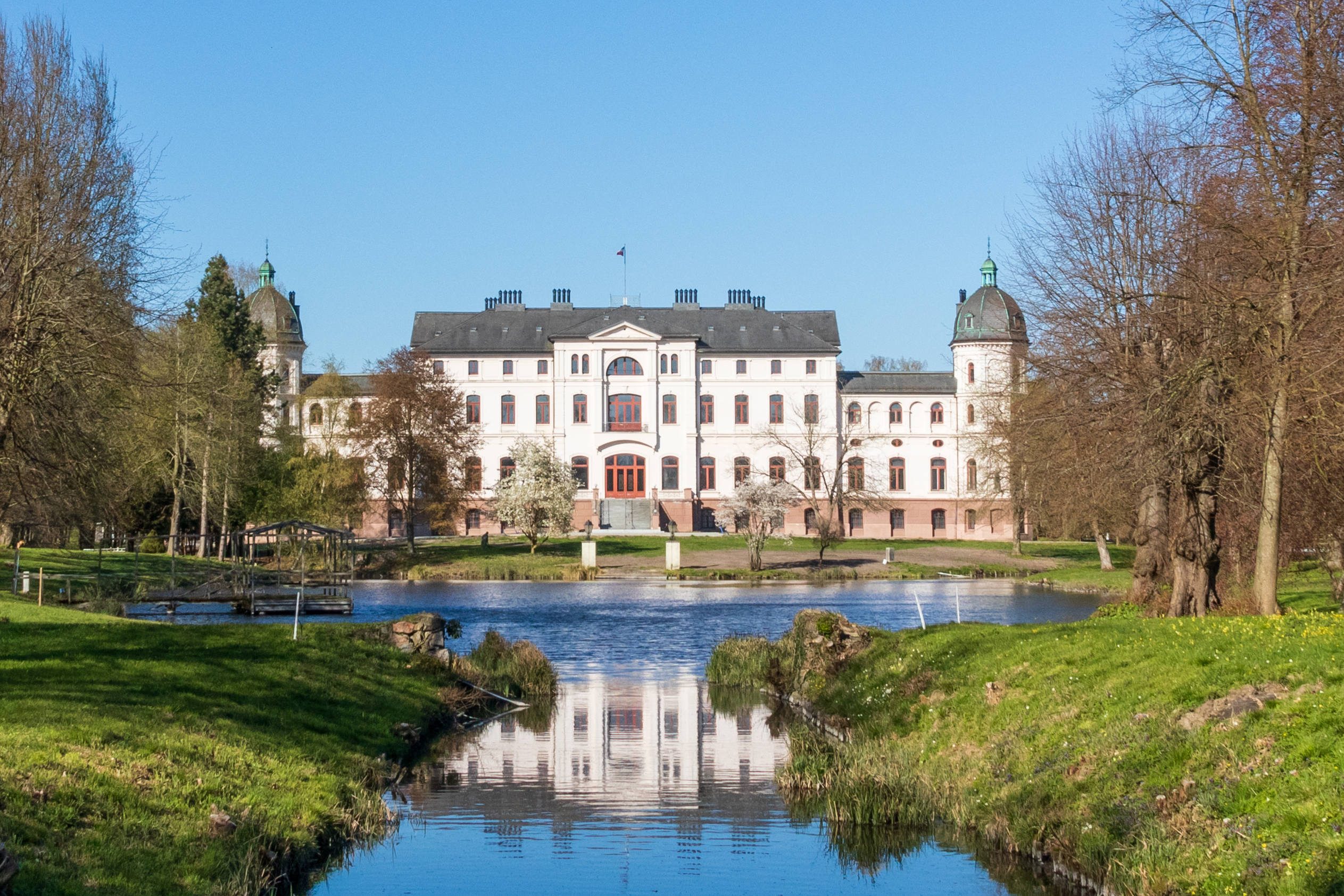
Gut Salzau
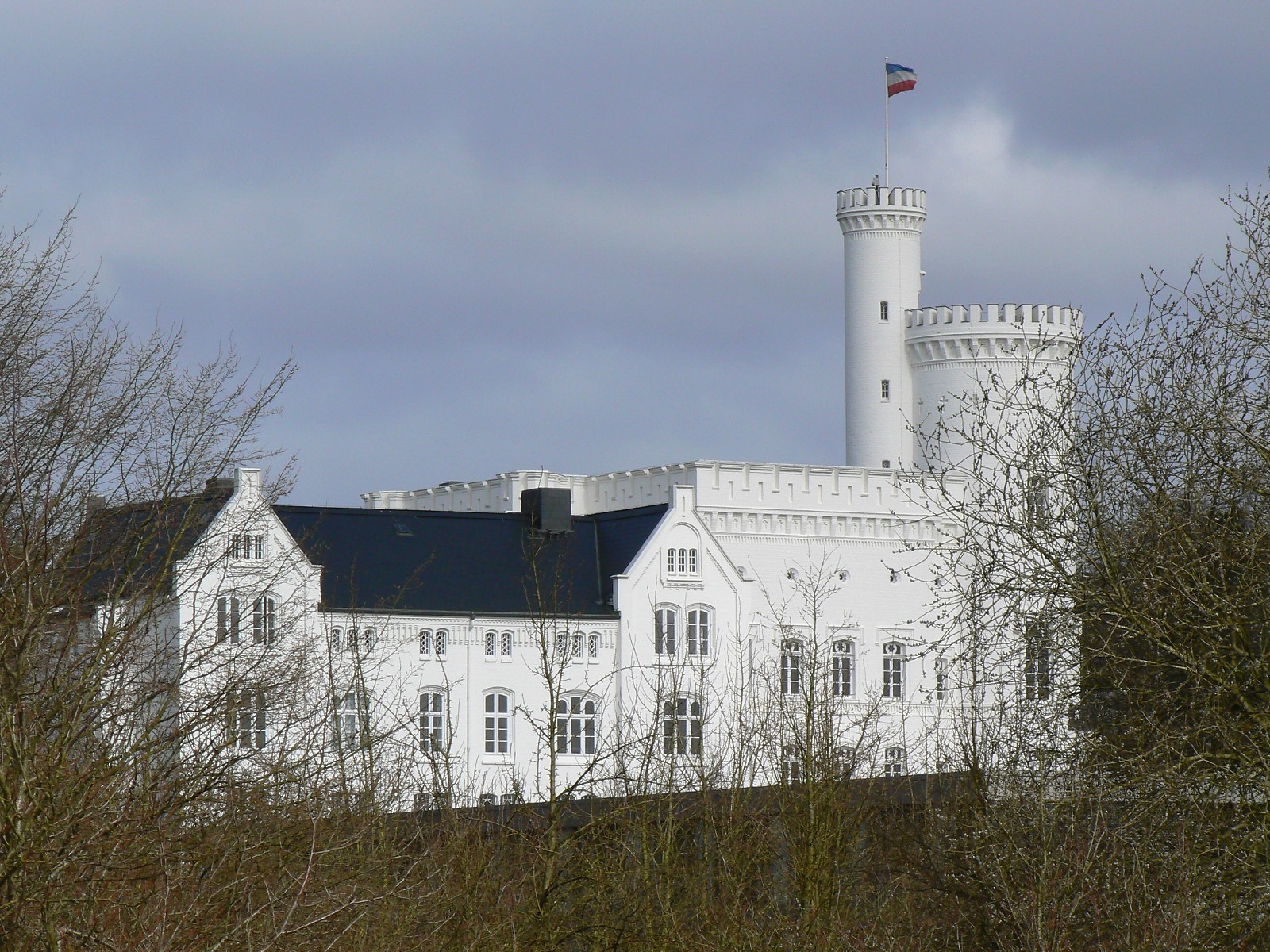
Die Blomenburg in Selent
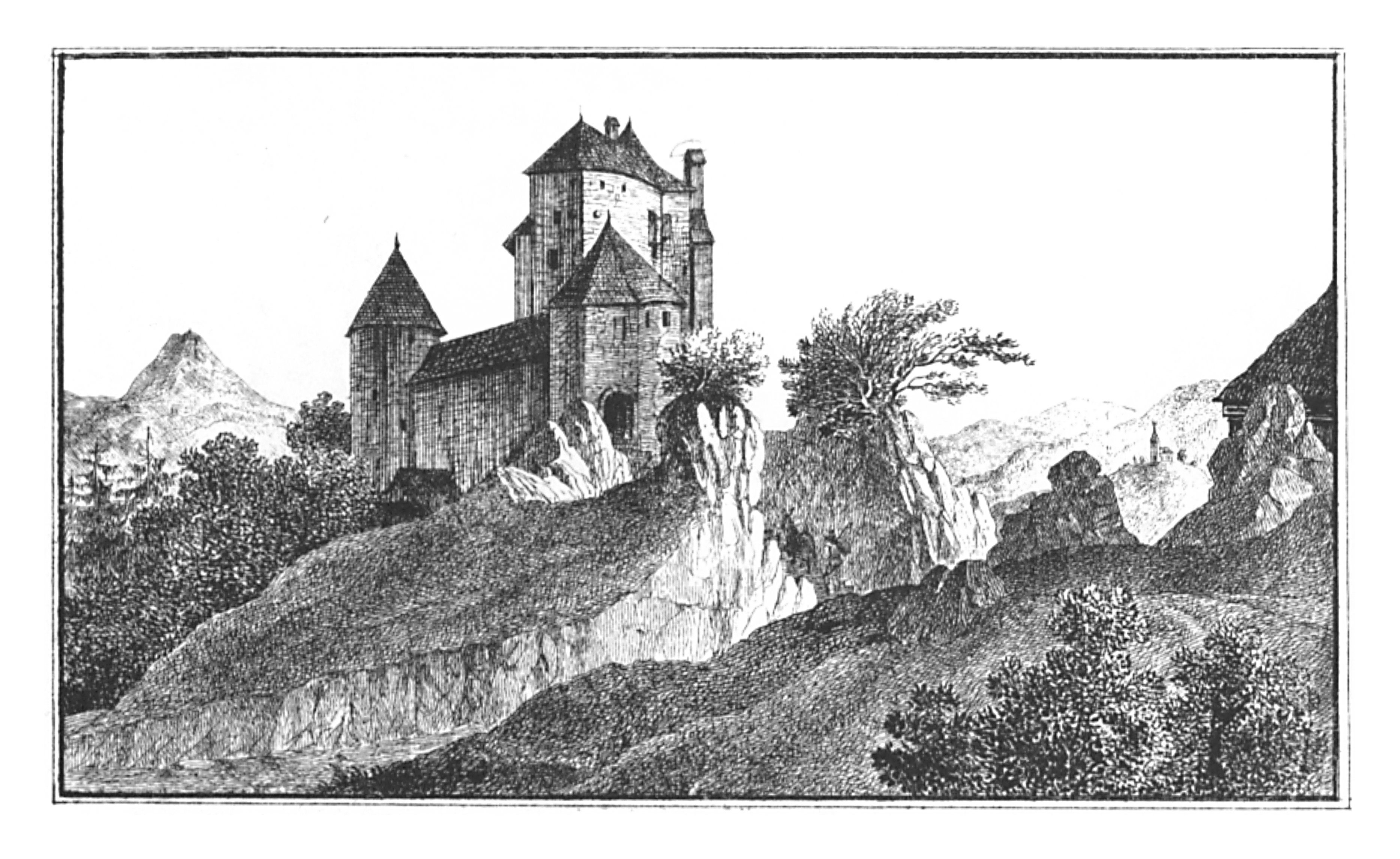
Burg Montpreis

Nach Otto Blome I., der jahrelang als Diplomat in dänischen Diensten war, ist die Blomestraße in Heiligenstedten benannt.

### Familienarchiv
Das Familienarchiv (mit echten Nachlässen) kam 1959 und 1965 mit den Gutsarchiven von Salzau und Heiligenstedten in das Landesarchiv Schleswig-Holstein in Schleswig.

## Wappen
Blasonierungen
- Das Stammwappen zeigt in einem blauen Schild ein nach der rechten Seite aufspringenden silbernen Windhund mit goldenem Halsband. Auf dem Helm mit blau-silbernen Decken steht ein Schweif von acht Pfauenfedern(4 und 4). In frühen Varianten springt der silberne Windhund nach links oder läuft nach rechts. Das Halsband des Windhunds wird auch als rot, mit Edelsteinen verziert beschrieben.
- Beim gräflichen Wappen steht auf dem Schild die Grafenkrone, und auf ihr drei gekrönte Helme. Aus dem rechten Helme springt nach einwärts das Windspiel des Schildes auf; der mittlere Helm trägt einen Pfauenschweif von zehn Federn (5 und 5) (Helm des Stammwappens), und der linke einen wachsenden, einwärtssehenden goldenen Löwen. Den Schild halten zwei gekrönte, auswärtssehende goldene Löwen, und das Ganze umliegt gewöhnlich ein mit einer Krone bedeckter Wappenmantel. Die Helmdecken sind blau und silbern. Der lateinische Wahlspruch lautet: Aut mors aut vita decora.

Historische Wappenbilder

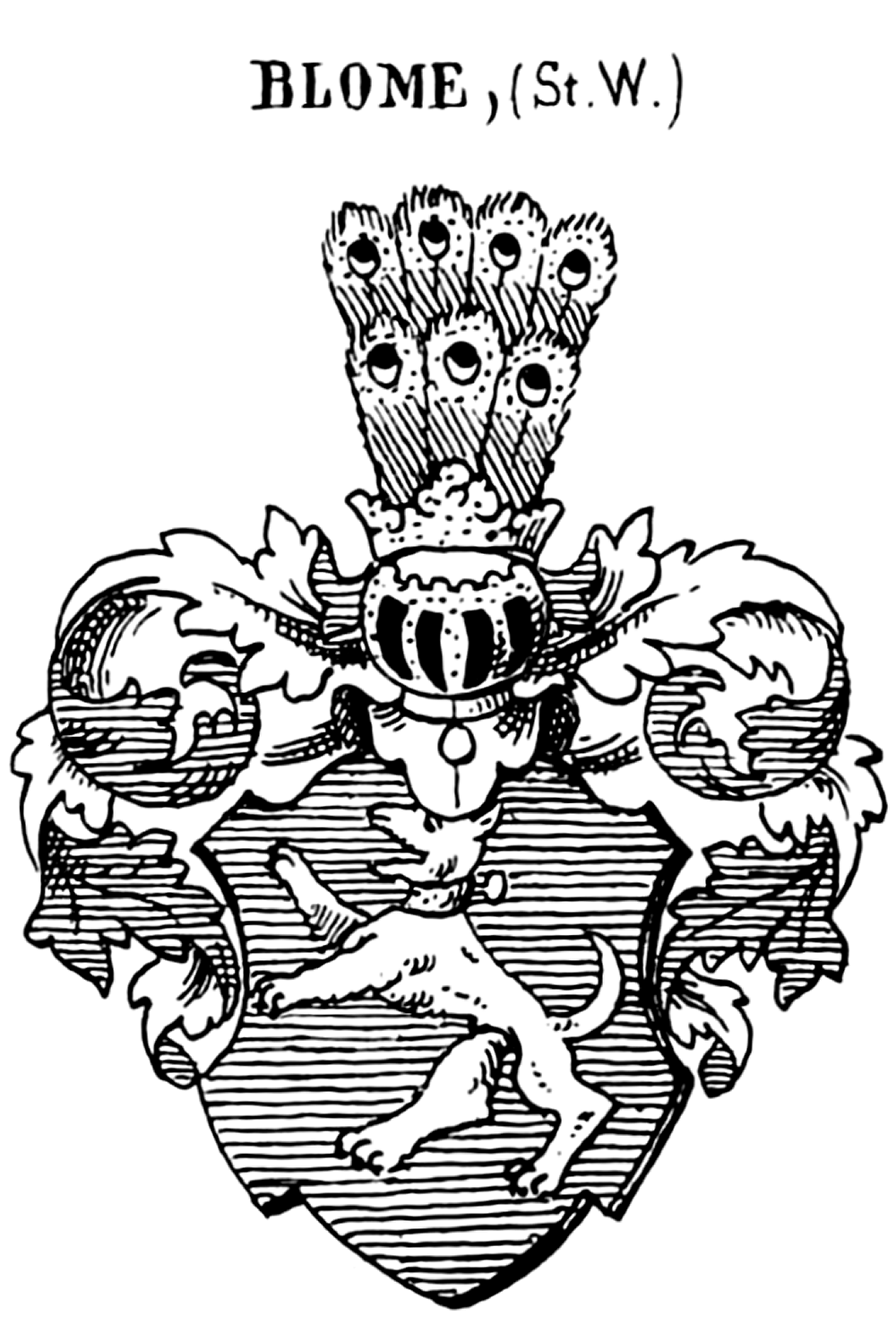
Stammwappen
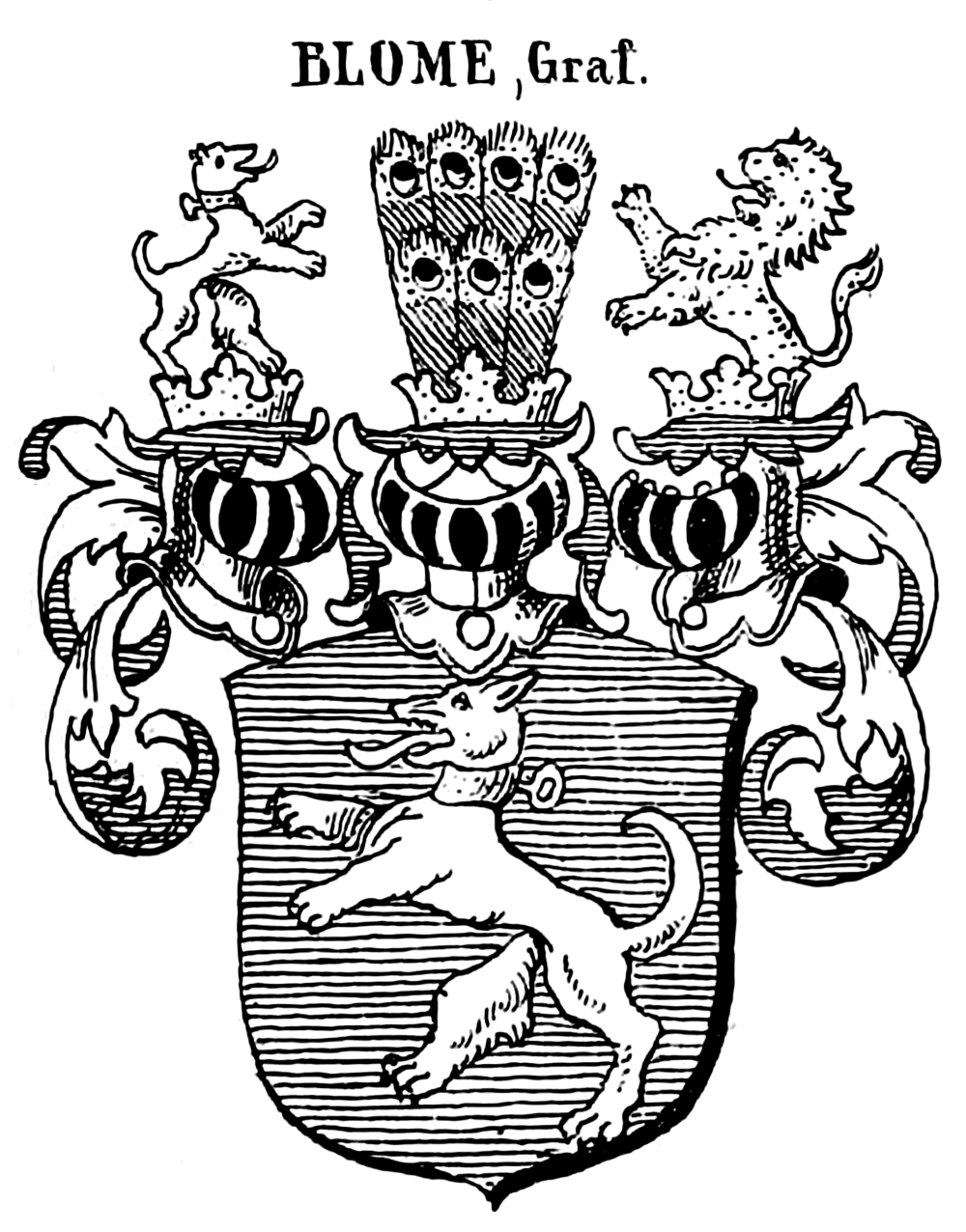
Grafenwappen I.
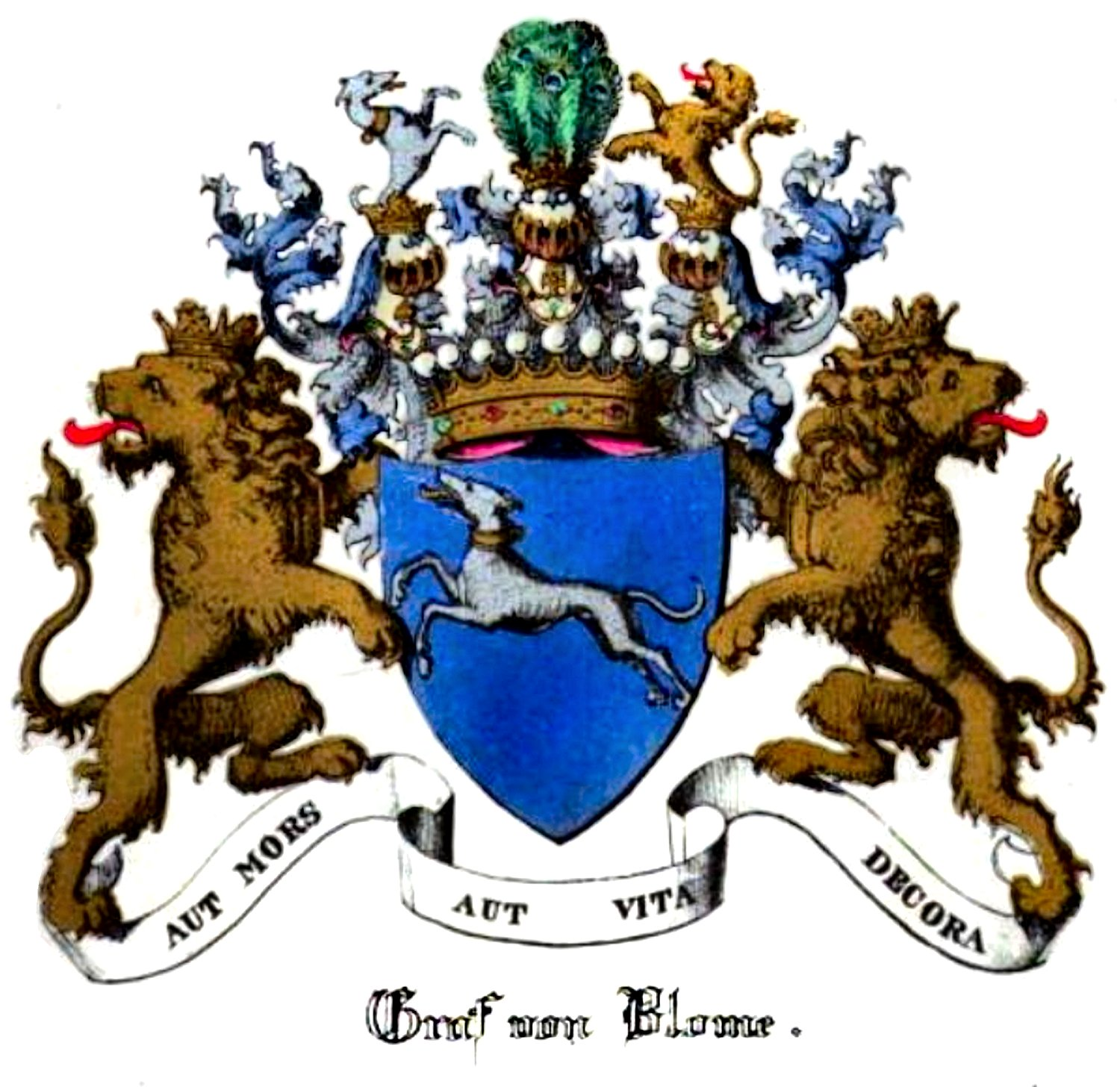
Grafenwappen II.

## Namensträger

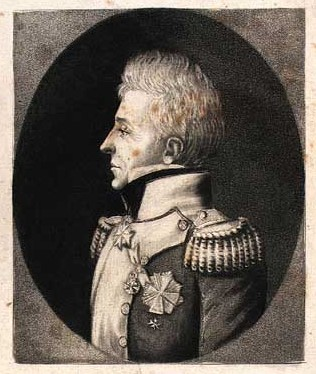
Graf Otto von Blome (1770–1849), dänischer Diplomat

- Graf Otto von Blome (1770–1849), dänischer DiplomatAdelheit Benedikte von Ahlefeldt, geborene Blome
- Ritter Hinrich Blome
- Otto Blome (1589–1645) auf Nienhof und Kaltenhof, starb bei einem Duell, ⚭ Dorothea von Ahlefeldt
  - Benedikt Blome (1627–1688), auf Nienhof, Kaltenhof und Birkenmoor, ⚭ Sophie von Reventlow
    - Otto Blome (1684–1738), dänischer Oberhofmarschall, auf Nienhof, Kaltenhof, ⚭ Amalie von Oertzen geb. Friis
- Christoph von Blome (1657–1729), Geheimer Rat und dänischer Minister
- Wulf Blome (1651–1735), Besitzer von Hagen, Klosterprobst in Preetz

- Christoph Blome (1691–1743), Besitzer des Gutes Bahrenfleth, Verbitter des Kosters Itzehoe

- Wulf von Blome (1728–1784), auf Bahrenfleth, Domherr in Lübeck, Landrat in Holstein

- Graf Otto von Blome (1770–1849), dänischer Diplomat, ab 1819 Graf, auf Heiligenstedten, Bahrenfleth, Campen, Bekhof und Bekmünde

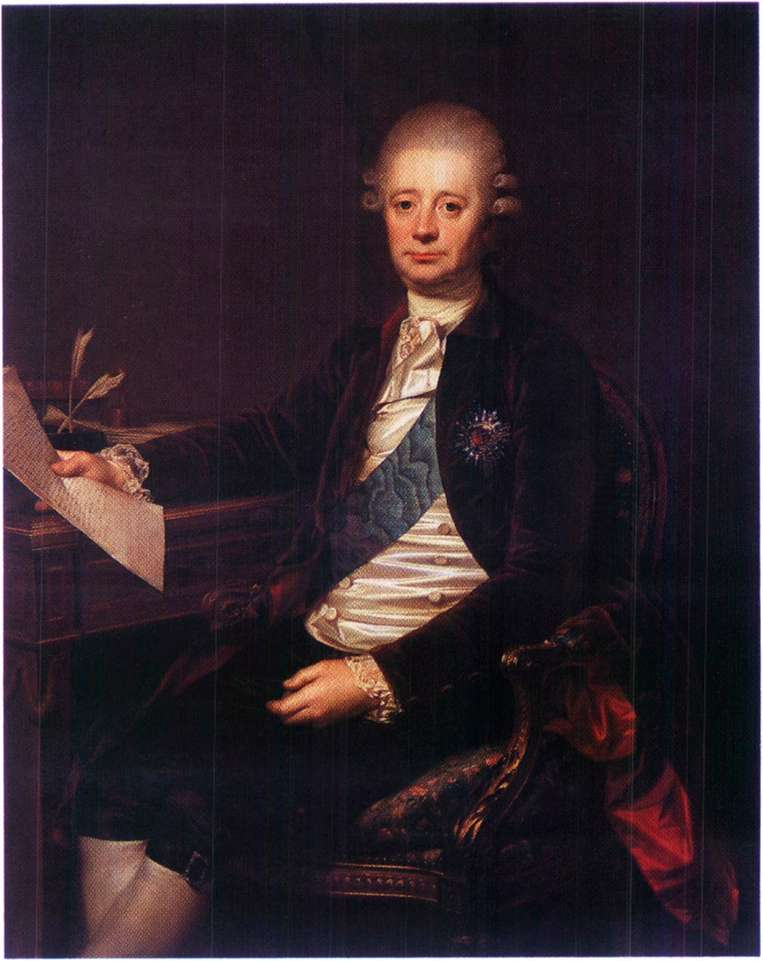
Otto von Blome (1735–1803), Porträt von Jens Juel

- Friedrich Blome (1769–1818), ⚭ Charlotte Gräfin von Platen-Hallermund

- Graf Otto von Blome (1795–1884), ab 1819 Graf, Erbauer von Salzau und Blomenburg, auf Lammershagen und Friedeburg, Herr der Herrschaft Hagymádfalva in Ungarn, ⚭ I (1822) Prinzessin Albertine zu Sayn-Wittgenstein-Hohenstein, ⚭ II (1828) Prinzessin Klementine Bagration (1810–1829); ⚭ III Gräfin Julie Friederike Sophie von Platen-Hallermund

- Graf Gustav von Blome (1829–1906), österreichischer Diplomat, 1857 katholisch, auf Burg Montpreis (Untersteiermark), auf Salzau usw., ⚭ Gräfin Josephine von Buol-Schauenstein. 4 Söhne, 6 Töchter, darunter:

- Arnold (1861–1926), ⚭ Gräfin Hedwig zu Stolberg-Stolberg
- Johannes/Hans (1867–1945), ⚭ Prinzessin Martha Stirbey

- Josephine (1902–1984), ⚭ Graf Christian von Thun und Hohenstein

- Adeline (1838–1908), ⚭ Graf Ferdinand von Hardenberg (1826–1870)

- Baron Adolf von Blome (1798–1875), dänischer Gesandter in London, Besitzer der Güter Bahrenfleth, Bekmünde, Bekhof und Blomesche Wildnis, ⚭ Gräfin Franziska von Reventlow

- Otto von Blome (1735–1803), auf Heiligenstedten, Bahrenfleth, Campen, Bekhof und Bekmünde, Domherr, Offizier und dänischer Diplomat

- Baron Rudolf Blome († 1920)